# کائنات سومرو
کائنات سومرو (سندی: ڪائنات سومرو) (متولد 2 می 1993 در مهر، پاکستان ) یک زن پاکستانی است که تلاشش برای به دست آوردن عدالت برای تجاوز گروهی اش در سن 13 سالگی توجه بین المللی را به خود جلب کرد. کائنات در عزم خود برای به دست آوردن عدالت علیه مهاجمان ادعایی خود ثابت قدم بود.